# Leo Peelen
Leo Peelen (Arnhem, 1968. július 16. – Apeldoorn, 2017. március 24.) olimpiai ezüstérmes holland kerékpárversenyző.

## Pályafutása
Az 1988-as szöuli olimpián 50 km-es pontversenyben ezüstérmet szerzett. 1989-ben a lyoni világbajnokságon bronzérmes lett. Hat holland bajnoki címet szerzett.

## Sikerei, díjai
- Olimpiai játékok
  - ezüstérmes: 1988, Szöul (pontverseny – 50 km)
- Világbajnokság
  - bronzérmes: 1989